# Karen Rinaldi
Karen Rinaldi (1962) è una scrittrice e editrice statunitense.
È nota per essere l'autrice del libro A cosa servono gli uomini da cui è tratto il film Maggie's Plan.

## Biografia
È stata direttore editoriale di Bloomsbury USA, è vicepresidente senior di HarperCollins ed editrice di Harper Wave, marchio di HarperCollins specializzato nella pubblicazione di libri di saggistica da lei fondato nel 2012. Nel 2016 dal suo libro pubblicato per la prima volta nel 2012 è stato tratto il film Maggie's Plan (in Italia uscito con il titolo Il piano di Maggie - A cosa servono gli uomini diretto da Rebecca Miller e interpretato da Greta Gerwig, Ethan Hawke, Julianne Moore. 
In seguito ha scritto It's Great to Suck at Something, pubblicato in inglese e tradotto in coreano, spagnolo, tedesco e cinese e che verte sulla gioia del "fare schifo" in qualcosa, basandosi sui vari fallimenti sportivi dell'autrice. 
Karen Rinaldi scrive come editorialista su varie testate online e cartacee tra le quali The New York Times, Time, Literary Hub.
È sposata con lo scrittore Joel Rose.

## Opere
- The End of Men, 2012 (anche in formato ebook e audiolibro)
- A cosa servono gli uomini, Rizzoli, 2016
- It's Great to Suck at Something, Simon & Schuster 2017